# Henckelia adenocalyx
Henckelia adenocalyx là một loài thực vật có hoa trong họ Tai voi. Loài này được Chatterjee mô tả khoa học đầu tiên năm 1948 dưới danh pháp Chirita adenocalyx.